# 337 Devosa
337 Devosa eller 1892 E är en asteroid i huvudbältet, som upptäcktes 22 september 1892 av den franske astronomen Auguste Charlois. Ursprunget till namnet är okänt.
Asteroiden har en diameter på ungefär 64 kilometer.